# Gestreepte bijvoetkokermot
De gestreepte bijvoetkokermot (Coleophora trochilella) is een vlinder uit de familie kokermotten (Coleophoridae). De wetenschappelijke naam is voor het eerst geldig gepubliceerd in 1843 door Duponchel.
De soort komt voor in Europa.